# Håkan Carlqvist
Stig Håkan "Carla" Carlqvist, född 15 januari 1954 i Järfälla, Stockholms län, död 6 juli 2017 i Toulon, var en svensk motocrossförare, främst känd för sitt VM-guld i motocross (500cc) 1983 som gav honom Bragdguldet samma år. Han hade sedan tidigare (1979) ett VM-guld också i 250cc-klassen.

## Biografi
Carlqvist blev typograf år 1969, lastmaskinist år 1971, glasmästare år 1973 och var verksam som motocrossförare från 1977. Han blev världsmästare två gånger: år 1979 på en Husqvarna i 250cc-klassen och år 1983 på en Yamaha i 500cc-klassen. 1983 tilldelades han Svenska Dagbladets guldmedalj.
Carlqvist avled 2017 av en hjärnblödning. Han blev 63 år gammal.